# Johan Persson
Hans Johan Oskar Persson (Tollarp, 20 giugno 1984) è un allenatore di calcio ed ex calciatore svedese, di ruolo centrocampista, tecnico dell'IFK Hässleholm.

## Carriera

### Giocatore
Gran parte della sua carriera si è svolta in Superettan, il secondo campionato nazionale svedese, in cui Persson ha debuttato nel 2006 con i colori del Mjällby. Dal 2008 al 2010 ha giocato nel Landskrona BoIS, con cui aveva sottoscritto un triennale. Scaduto il contratto, ha firmato per 6 mesi in Danimarca all'Esbjerg, lasciando la squadra dopo aver disputato solo 4 partite di campionato.
Ha terminato la stagione 2011 tornando in Svezia, all'Öster, squadra con cui Persson ha ottenuto una promozione e con cui ha collezionato le sue prime 26 presenze in Allsvenskan. Scaduto il contratto, il centrocampista è tornato a militare in seconda serie con l'ingaggio da parte dell'Hammarby, contribuendo alla promozione che lo ha riportato in Allsvenskan l'anno seguente. Durante la sua militanza in biancoverde, ha anche indossato la fascia di capitano in caso di assenza di Kennedy Bakircioglu.
Dopo tre anni e mezzo di permanenza all'Hammarby, Persson ha scelto di rescindere il contratto per riavvicinarsi a casa, in Scania, a causa di una difficile situazione familiare. Il 5 luglio 2017 è stato così presentato come nuovo centrocampista dell'Helsingborg, squadra in cerca della risalita in Allsvenskan dopo la retrocessione di pochi mesi prima. La promozione è stata centrata dall'Helsingborg un anno e mezzo dopo, nonostante Persson nel corso della Superettan 2018 abbia collezionato solo due presenze per via una frattura al piede che lo ha costretto a quattro operazioni chirurgiche, ponendo anche degli interrogativi sulla sua rimanente carriera. Ristabilitosi, nella prima metà dell'Allsvenskan 2019 ha collezionato 14 presenze, gran parte delle quali partendo dalla panchina.
Nel luglio del 2019 è nuovamente sceso in seconda serie per ritornare a giocare nell'Öster, squadra che in quel momento occupava l'ultimo posto nella Superettan 2019 ma che a fine stagione è riuscita a salvarsi. Si è ritirato al termine del campionato di Superettan 2020 all'età di 36 anni, adducendo problemi fisici.

### Allenatore
Contemporaneamente al suo ritiro dal calcio giocato, Persson è stato nominato nuovo allenatore dell'IFK Hässleholm, sua ex squadra, impegnata nel campionato di quarta serie.

## Palmarès

### Club

#### Competizioni nazionali
- Superettan: 3

Östers: 2012
Hammarby: 2014
Helsingborg: 2018